# ハッピーサマーウェディング
「ハッピーサマーウェディング」（Happy Summer Wedding）は、モーニング娘。の9枚目のシングル。2000年5月17日に発売された。

## 概要
4期生（石川梨華、吉澤ひとみ、辻希美、加護亜依）初参加シングル。
2期生の市井紗耶香が最後に参加したシングル。
モーニング娘。のメンバーが2桁の人数で初めてのシングル。
前作「恋のダンスサイト」同様オリエンタルなアレンジがなされており、MVもインド風のセット・衣装。衣装のウェディングドレスの色は通常の白ではなく赤。ちなみにMV撮影当日に辻が一着しかない衣装に大量のマニキュアをつけてしまい、怒られると思って楽屋に立てこもった事件が知られている。
歌詞は結婚に際しての両親に対する心情について歌われている。初夏に発売でタイトルに「サマー」とあるが、歌詞中に「夏」に関連する言葉はない。
間奏中にセリフが入った初めてのシングル。セリフは当時リーダー中澤裕子が担当。全くのアドリブでレコーディングされた。中澤卒業後、本楽曲が歌われる場合は、歴代リーダーがセリフを担当。
モーニング娘。のシングルとして本楽曲より12cmCD盤で発売。初回盤と通常盤が存在。初回盤はCDアルバム用のジュエル・ケースで8頁ブックレット封入。通常盤はマキシシングルに多い薄型ケース。いずれもメンバーの名前と写真が印刷されている。
オリコン集計ではミリオンに迫る売上（99.1万枚）を記録、日本レコード協会の集計ではミリオンセラー認定。公称セールスもミリオンセラー（137万枚）となっており、この点は後の「恋愛レボリューション21」も同様。グループとしては歴代3番目の売上で、ハロー!プロジェクト全体で4番目の売上。
本楽曲と「I WISH」は、オリジナル・アルバムに収録されなかった。
CM曲では、2021年3月から日清食品の欧風チーズカレーヌードルのCM曲、2022年12月から、ムロツヨシと髙橋ひかるが出演するNTTドコモの「若者の本音唄」篇のCMソングとして歌詞を変えて起用された。

## 収録曲
全作詞・作曲：つんく
1. ハッピーサマーウェディング
編曲：ダンス☆マン、ホーンアレンジ：川松久芳
テレビ東京系「アイドルをさがせ!」オープニング・テーマ。
2. 通学列車
編曲：AKIRA
3. ハッピーサマーウェディング （Instrumental）

## 参加メンバー
- 1期：中澤裕子、飯田圭織、安倍なつみ
- 2期：保田圭、矢口真里、市井紗耶香
- 3期：後藤真希
- 4期：石川梨華、吉澤ひとみ、辻希美、加護亜依

## 参加ミュージシャン
- ダンス☆マン&THE BAND☆MAN（1）
  - HYU HYU - ドラム
  - TOCA - ベース
  - JUMP MAN - ギター
  - BOMB - ギター
  - WATA-BOO - キーボード
  - STAGE CHAKKA MAN - パーカッション
  - D.J.ICHIRO - ターンテーブル
- HORNS MAN BROTHERS - ホーンセクション（1） 
  - 桑野信義 - トランペット
  - 田中哲也 - トランペット
  - 川松久芳 - トロンボーン
  - 山中成高 - サックス
- AKIRA - 全楽器（2）

## 収録アルバム
- ベスト! モーニング娘。1
- モーニング娘。 ALL SINGLES COMPLETE 〜10th ANNIVERSARY〜

## カバー
- ハロー、ハッピーワールド!［弦巻こころ（伊藤美来）］ - ゲーム『バンドリ! ガールズバンドパーティ!』に収録（2017年6月10日追加）[8]。